# هارولد ر. بول
هارولد ر. بول (بالإنجليزية: Harold R. Bull)‏ هو عسكري أمريكي، ولد في 6 يناير 1893 في سبرينغفيلد في الولايات المتحدة، وتوفي في 1 نوفمبر 1976 في واشنطن العاصمة في الولايات المتحدة.